# АЕС Вальдекабальєрос
Атомна електростанція Вальдекабальєрос (ісп. Central Nuclear de Valdecaballeros) — недобудована атомна електростанція в Іспанії. Вона розташована поблизу міста Вальдекабальєрос у провінції Бадахос. Проєкт зупинили на підставі рішення уряду про поступову відмову від атомної енергетики в країні. Проєкт остаточно скасовано у 1994 році. Залишки недобудованої електростанції та ділянка належать іспанській компанії Iberdola. Реактори поставила американська компанія General Electric.

## Історія та технічна інформація

### Початки
Плани будівництва атомної електростанції поблизу міста Вальдекабальєрос склали ще в 1974 році. Спочатку передбачалося, що будівництво розпочнеться в 1975 році за ціною чотирьох мільярдів песет і АЕС введуть в експлуатацію в 1982 році. Електростанцію планувала збудувати американська компанія General Electric у співпраці з іспанськими компаніями Hydroelectrica Espanola і Sevillana de Electricidad, кожна з яких фінансувала будівництво одного реактора.
У 1975 році дві компанії спільно замовили в американської General Electric два киплячих ядерних реактори BWR-6. Замовлення передбачало також пропозицію кредиту від Експортно-імпортного банку Сполучених Штатів Америки на суму 130,4 млн доларів. GE мала постачати парогенератори, турбогенератори та резервуари під тиском для реактора. Це мала бути технічно ідентична електростанція, як АЕС Кофрентес, яка на той час уже будувалася.
У 1979 році обидва блоки електростанції Вальдекабальєрос схвалив місцевий ядерний наглядовий орган. Однак незадовго до початку будівництва в серпні 1979 року розпочалися сильні протести іспанських комуністів і соціалістів, які критикували уряд за те, що він не взяв до уваги вплив станції на прилеглу річку Гвадіана, яка не мала достатньої потужності для охолодження станції та таким чином могла знищити водне життя шляхом надмірного нагрівання води в ньому.

### Реактори
Будівництво обох блоків розпочалося 19 серпня 1979 року. Через протести, які досягли кульмінації 1 вересня того ж року, будівництво було тимчасово зупинено рішенням міністра промисловості Іспанії, але відновлено у 1980 році.
Це були два киплячих реактори BWR-6 валовою потужністю 975 МВт і чистою за вирахуванням власних потреб блоків 939 МВт.

### Скасування будівництва
У квітні 1984 року тодішній іспанський уряд припинив будівельні роботи на станції та скоротив робочу силу з 4800 до 3440 працівників. Причиною зупинки будівництва стало повільніше зростання споживання електроенергії, ніж передбачалося спочатку. Демонтовану станцію законсервували, а будівельний майданчик залишили в режимі очікування на випадок, якщо потрібно буде добудувати реактори.
Консервація та періодичний ремонт проводилися до 1994 року, коли новий іспанський уряд вирішив поступово відмовитися від атомної енергетики, і станція Вальдекабальєрос була таким чином приречена. На той час один блок був завершений на 70 %, а другий — на 60 %. Усі компанії, які брали участь у будівництві та втратили всі свої інвестиції через зупинку будівництва, отримали компенсацію від уряду на загальну суму 340 мільярдів песет.
31 серпня 1999 року почалося знесення станції, знесли значну частину реакторів. Проте електричну підстанцію електростанції зберегли, нині вона використовується фотоелектричною станцією.

## Інформація про реактори
| Реактор            | Тип реактора  | Продуктивність | Продуктивність | Початок будівництва | Підключення до мережі                    | Введення в експлуатацію                  | Закриття |
| Реактор            | Тип реактора  | Нетто          | Брутто         | Початок будівництва | Підключення до мережі                    | Введення в експлуатацію                  | Закриття |
| ------------------ | ------------- | -------------- | -------------- | ------------------- | ---------------------------------------- | ---------------------------------------- | -------- |
| Вальдекабальєрос-1 | BWR-6 218—624 | 939 МВт        | 975 МВт        | 19. 8. 1979         | Будівництво скасовано 1 квітня 1984 року | Будівництво скасовано 1 квітня 1984 року |          |
| Вальдекабальєрос-2 | BWR-6 218—624 | 939 МВт        | 975 МВт        | 19. 8. 1979         | Будівництво скасовано 1 квітня 1984 року | Будівництво скасовано 1 квітня 1984 року |          |